# 角南源五
 角南 源五（すなみ げんご、1956年〈昭和31年〉10月20日 - ）は、日本のジャーナリスト、実業家。テレビ朝日副社長、テレビ朝日ホールディングス（テレビ朝日HD）取締役、BS朝日取締役相談役。

## 略歴
岡山県出身。1979年（昭和54年）慶應義塾大学商学部卒業後、全国朝日放送（テレビ朝日）に記者として入社。
日本航空123便墜落事故、昭和天皇の容体報道、雲仙岳噴火などの現場取材で活躍。1993年（平成5年）から97年にかけてはソウル支局に赴任し、北朝鮮問題の取材報告のほか、韓国放送公社・KBSワールドラジオの日本向け放送番組「南北の窓」では、週1回レギュラー・コメンテーターを務めた。
その後、報道局ANNニュースセンター編集長、2010年（平成22年）に取締役総務局長、14年に常務、16年に吉田慎一（テレビ朝日ホールディングス社長も兼任）の後任として第15代社長に就任した。この他、長崎文化放送、朝日放送の取締役も務めた。19年にテレビ朝日社長を亀山慶二にバトンタッチし、テレビ朝日HD副社長及びBS朝日社長に就き、22年にテレビ朝日副社長、テレビ朝日HD取締役、BS朝日取締役相談役、東映アニメーション取締役となる。2023年4月1日、九州朝日放送から法人格を継承したKBCグループホールディングスの取締役に着任。

## 人物
テレビ朝日生え抜きとしての社長就任は、第13代社長の早河洋（現・テレビ朝日HD会長）以来で、名称が「NETテレビ（日本教育テレビ）」から「テレビ朝日（旧・全国朝日放送）」に変更されてから入社組では初の社長就任だった。

## 出演番組
記者時代
- ニュースステーション
- ニュースシャトル
- 600ステーション
- ステーションEYE
- スーパーJチャンネル
- News Access（BS朝日）

など